# Усвідомлення (фільм)
«Усвідомлення» (Awareness) — іспано-американський науково-фантастичний бойовик 2023 року режисера Даніеля Бенмайора, який також написав сценарій разом з Іваном Ледесмою та Мануелем Бурке. Був представлений на 26-му кінофестивалі в Малазі в березні 2023 року.

## Про фільм
Ян — підліток-бунтар, який живе зі своїм батьком на узбіччі суспільства. Вони виживають завдяки дрібним шахрайствам завдяки надзвичайній здатності Яна проектувати візуальну ілюзію в умах інших.
Після втрати контролю над своїми повноваженнями на публіці таємнича таємна служба починає його переслідувати.
Тікаючи від них, Ян дізнається, що він не єдиний, хто вміє створювати візуальні ілюзії, і що все його життя було брехнею.

## Знімались
| Актор          | Роль        |
| -------------- | ----------- |
| Карлос Шольц   | Ян          |
| Педро Алонсо   | Вінсенте    |
| Джеймс Фолкнер | американець |
| Анібал Гомес   | гвардієць   |
| Оскар Хаенада  | Перцептор   |
| Сільвія Кал    | Луція       |
| Лела Лорен     | Адріана     |